# 马特·格雷厄姆
马特·格雷厄姆（英語：Matt Graham，1994年10月23日—），澳大利亚男子自由式滑雪运动员。他曾代表澳大利亚参加2014年、2018年和2022年冬季奥林匹克运动会自由式滑雪比赛，其中2018年冬季奥运会获得一枚银牌。